# Gmina Fowler (Ohio)
Gmina Fowler (ang. Fowler Township) – gmina w Stanach Zjednoczonych, w stanie Ohio, w hrabstwie Trumbull. W 2020 roku liczyła 2360 mieszkańców.